# Linneus (Maine)
Linneus és una població dels Estats Units a l'estat de Maine (EUA). Segons el cens del 2000 tenia 892 habitants.

## Demografia
Segons el cens del 2000, Linneus tenia 892 habitants, 319 habitatges, i 243 famílies. La densitat de població era de 7,7 habitants/km².
Dels 319 habitatges en un 41,1% hi vivien nens de menys de 18 anys, en un 65,5% hi vivien parelles casades, en un 7,2% dones solteres, i en un 23,8% no eren unitats familiars. En el 16,9% dels habitatges hi vivien persones soles el 8,2% de les quals corresponia a persones de 65 anys o més que vivien soles. El nombre mitjà de persones vivint en cada habitatge era de 2,74 i el nombre mitjà de persones que vivien en cada família era de 3,12.
Per edats la població es repartia de la següent manera: un 27,7% tenia menys de 18 anys, un 9,5% entre 18 i 24, un 27,4% entre 25 i 44, un 25,7% de 45 a 60 i un 9,8% 65 anys o més.
L'edat mediana era de 36 anys. Per cada 100 dones de 18 o més anys hi havia 97,2 homes.
La renda mediana per habitatge era de 29.808 $ i la renda mediana per família de 35.625 $. Els homes tenien una renda mediana de 30.208 $ mentre que les dones 16.389 $. La renda per capita de la població era de 12.535 $. Entorn del 14,3% de les famílies i el 17,5% de la població estaven per davall del llindar de pobresa.